# كارثة سد برومادينيو
وقعت كارثة سد برومادينيو في 25 يناير 2019، عندما عانى سد من صخور النفايات في منجم لخام الحديد في برومادينيو، ميناس جرايس، البرازيل، من فشل كارثي على نهر دوسي. كان السد مملوكًا لشركة فالي، وهي الشركة نفسها التي كانت مرتبطة مع كارثة سد بينتو رودريغس في عام 2015. وقد أطلق السد تيار من الطين الذي انتقل فوق منازل منطقة ريفية بالقرب من المدينة. لقي ما لا يقل عن 99 شخص حتفهم نتيجة للانهيار.

## الخلفية

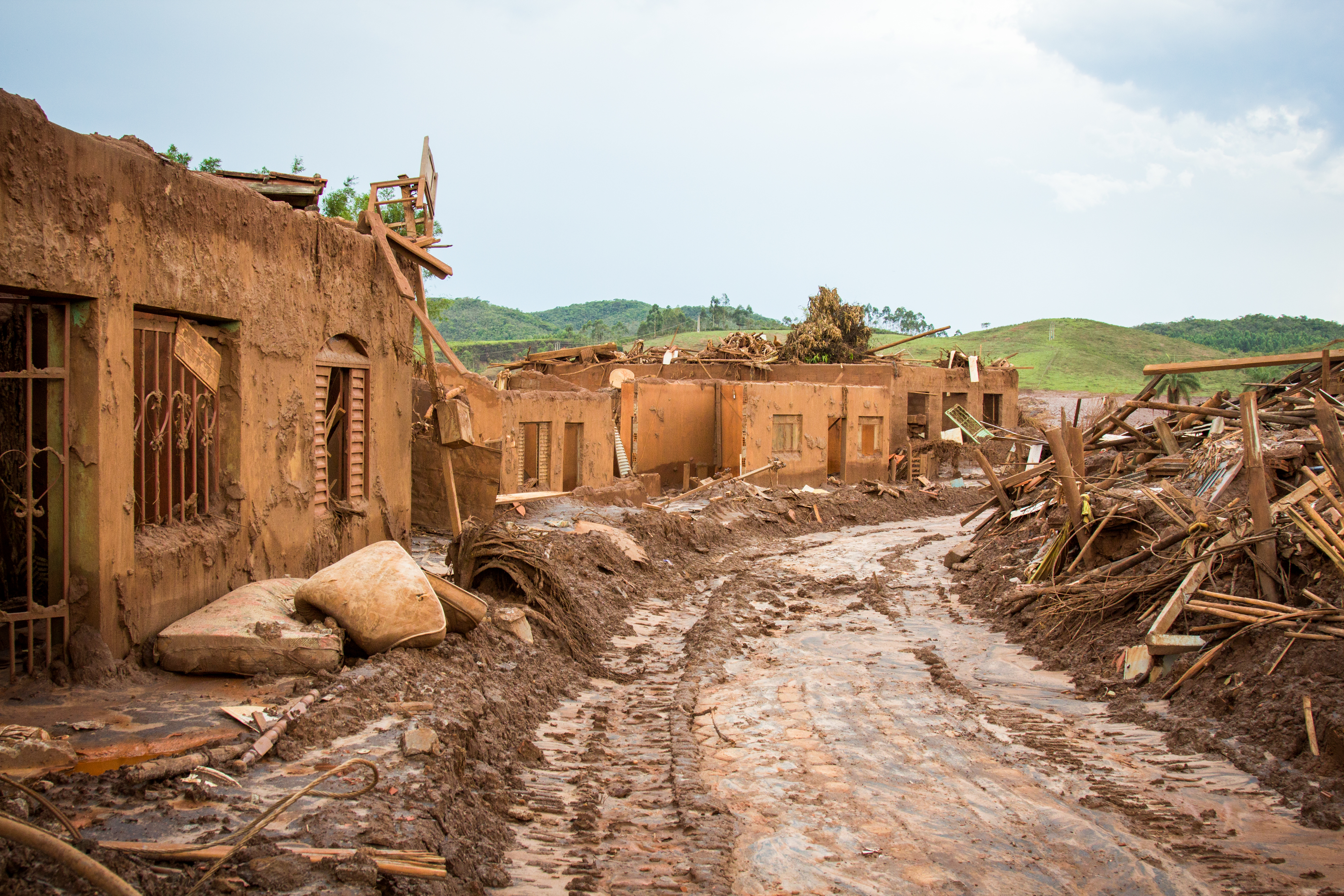
قرية بينتو رودريغس مباشرة بعد كارثة السد المماثلة التي وقعت في بينتو رودريغس في عام 2015

الإدارة المسؤولة عن تفتيش عمليات التعدين في ولاية ميناس غيرايس، الإدارة الوطنية للإنتاج المعدني، وقت وقوع الكارثة في ماريانا في نوفمبر 2015، أعربت عن قلقها إزاء تقاعد 40 في المائة آخرين من الموظفين العموميين على مدى العامين المقبلين. ولم يحدث فشل السد في برومادينيو إلا بعد مرور أكثر من ثلاث سنوات على وقوع الكارثة في ماريانا. وبعد يوم واحد من الفشل، أعلن المعهد البرازيلي للبيئة والموارد الطبيعية المتجددة غرامة قدرها 250 مليون ريال برازيلي لشركة فالي.
وجمدت السلطات القضائية البرازيلية أيضا 3 مليارات دولار من أصول فالي، قائلة إنه سيتم الاستيلاء على العقارات والمركبات إذا لم تتمكن الشركة من جمع الأموال.
يقول الخبراء إن ضعف الهياكل التنظيمية والفجوات التنظيمية في البرازيل سمحت بفشل السد. وبعد ثلاث سنوات من وقوع الكارثة في ماريانا، لم تدفع الشركات المعدنية في هذه الكارثة البيئية سوى 3.4 في المائة من غرامات قيمتها 785 مليون ريال برازيلي.
حدث فشل السد بعد ثلاث سنوات وشهرين من وقوع كارثة السد بينتو رودريغس، التي أدت إلى مقتل 19 شخصا وتدمير قرية بينتو رودريغس. تعتبر كارثة بينتو رودريغس أسوأ كارثة بيئية في تاريخ البرازيل، وهي لا تزال قيد التحقيق.